# Oberea hanoiensis
Oberea hanoiensis là một loài bọ cánh cứng trong họ Cerambycidae.